# Læst
 Ikke at forveksle med Kommercelæst.
En læst er et værktøj, stykke træ, der er formet som en fod, der bruges af skomagere som model for en fod til at fremstille fodtøj over.